# José Domingues dos Santos Filho
Santos Filho (1866 – 19?) foi um cartógrafo brasileiro que trabalhou para o Museu Paulista durante a primeira metade do século XX. No referido museu, Santos Filho confeccionava fotografias, copiava mapas, fazia desenhos científicos e foi responsável por pelo menos uma série composta por 12 desenhos aquarelados, a maioria baseada nas obras de Hercule Florence.

## Biografia

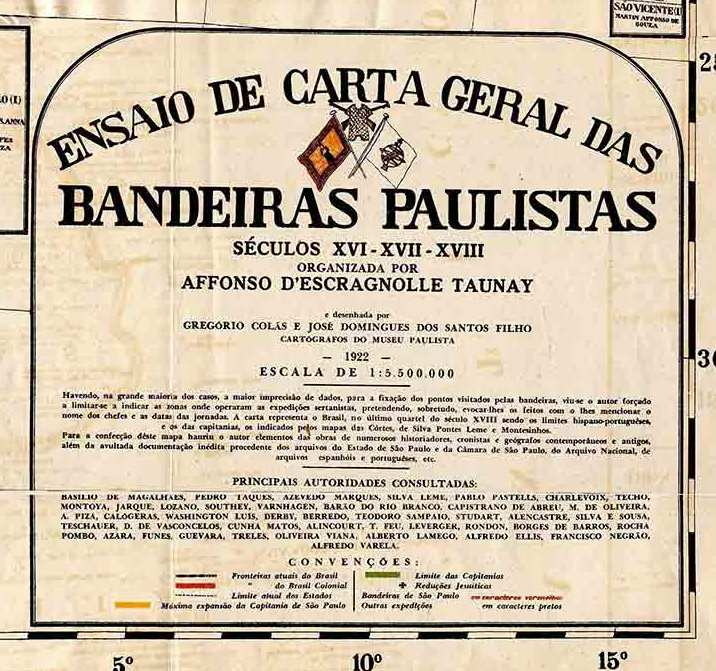
Detalhe da Carta Geral das Bandeiras Paulistas, magbum opus de José Domingues dos Santos Filho. Escala de 1:5.500.000, realizada no ano de 1921.

José Domingues dos Santos Filho nasceu no ano de 1866 e a data de sua morte é incerta, muito embora seja claro que tenha morrido no século XX.